# Probaryconus discolor
Probaryconus discolor är en stekelart som först beskrevs av Alan Parkhurst Dodd 1924.  Probaryconus discolor ingår i släktet Probaryconus och familjen Scelionidae. Inga underarter finns listade i Catalogue of Life.